# Liste des US Routes en Indiana
Les US Routes en Indiana sont les US Routes se trouvant en Indiana et étant entretenues par le Indiana Department of Transportation (INDOT).

## Liste
| Numéro | Longueur (mi) | Longueur (km) | Terminus sud / ouest                                          | Terminus nord / est                                          | Créée | Notes                                         |
| ------ | ------------- | ------------- | ------------------------------------------------------------- | ------------------------------------------------------------ | ----- | --------------------------------------------- |
| US 6   | 149,49        | 240,58        | I-80 / I-94 / US 6 à la frontière de l'Illinois à Hammond     | US 6 à la frontière de l'Ohio près de Butler                 | 1931  | Grand Army of the Republic Highway            |
| US 12  | 46,26         | 74,45         | US 12 / US 20 / US 41 à la frontière de l'Illinois à Whiting  | US 12 à la frontière du Michigan à Michiana Shores           | 1926  | Iron Brigade Highway                          |
| US 20  | 155,73        | 250,63        | US 12 / US 20 / US 41 à la frontière de l'Illinois à Whiting  | US 20 à la frontière de l'Ohio près d'Angola                 | 1926  |                                               |
| US 24  | 166,85        | 268,51        | US 24 / US 52 à la frontière de l'Illinois près de Kentland   | US 24 à la frontière de l'Ohio près de Fort Wayne            | 1926  |                                               |
| US 27  | 117,77        | 189,52        | US 27 à la frontière de l'Ohio près de Liberty                | I-69 / US 24 / US 30 / SR 3 à Fort Wayne                     | 1926  | Se prolongeait anciennement jusqu'au Michigan |
| US 30  | 156,22        | 251,41        | US 30 à la frontière de l'Illinois à Dyer                     | US 30 à la frontière de l'Ohio près de Fort Wayne            | 1926  | Lincoln Highway                               |
| US 31  | 266,02        | 428,12        | US 31 à la frontière du Kentucky à Clarksville                | US 31 à la frontière du Michigan près de South Bend          | 1926  |                                               |
| US 33  | 106,22        | 170,94        | US 33 à la frontière de l'Ohio près de Decatur                | US 20 à Elkhart                                              | 1937  | Se prolongeait anciennement jusqu'au Michigan |
| US 35  | 206,72        | 332,68        | I-70 / US 35 à la frontière de l'Ohio près de Richmond        | US 20 à Michigan City                                        | 1934  |                                               |
| US 36  | 138,99        | 223,68        | US 36 à la frontière de l'Illinois près de Dana               | US 36 à la frontière de l'Ohio près de Lynn                  | 1926  |                                               |
| US 40  | 159,32        | 256,40        | I-70 / US 40 à la frontière de l'Illinois près de Terre Haute | US 40 à la frontière de l'Ohio près de Richmond              | 1926  | National Road                                 |
| US 41  | 279,82        | 450,32        | US 41 à la frontière du Kentucky à Evansville                 | US 12 / US 20 / US 41 à la frontière de l'Illinois à Whiting | 1926  |                                               |
| US 50  | 171,38        | 275,81        | US 50 à la frontière de l'Illinois à Vincennes                | US 50 à la frontière de l'Ohio près de Lawrenceburg          | 1926  |                                               |
| US 52  | 202,00        | 325,00        | US 24 / US 52 à la frontière de l'Illinois près de Kentland   | I-74 / US 52 à la frontière de l'Ohio à West Harrison        | 1926  |                                               |
| US 131 | 0,64          | 1,04          | I-80 / I-90 (Indiana Toll Road) près de Middlebury            | US 131 à la frontière du Michigan près de Middlebury         | 1961  |                                               |
| US 136 | 74,93         | 120,59        | US 50 à la frontière de l'Illinois près de Foster             | I-74 / I-465 à Speedway                                      | 1952  |                                               |
| US 150 | 177,17        | 285,13        | US 150 à la frontière de l'Illinois près de Terre Haute       | I-64 / US 150 à la frontière du Kentucky à New Albany        | 1926  |                                               |
| US 224 | 39,38         | 63,37         | US 24 à Huntington                                            | US 224 à la frontière de l'Ohio près de Decatur              | 1934  |                                               |
| US 231 | 284,28        | 457,50        | US 231 à la frontière du Kentucky à Rockport                  | US 41 à Saint John                                           | 1954  |                                               |
| US 421 | 255,07        | 410,49        | US 421 à la frontière du Kentucky près de Madison             | US 20 à Michigan City                                        | 1951  |                                               |
|        |               |               |                                                               |                                                              |       |                                               |